# Gabriel Alejandro Akio Kinjo
Gabriel Alejandro Akio Kinjo (Córdoba, Argentina) fue un futbolista argentino-japonés. Su posición natural dentro del terreno de juego fue como delantero y defendió los colores del C.S. Italiano,  Nueva Chicago, Municipal Limeño y Puntarenas, entre otros.
Akio Kinjo jugó un total de 83 partidos y convirtió 17 goles en 3 categorías de Argentina (Segunda División, Tercera División, Cuarta División), además, disputó 97 partidos y convirtió 32 goles en el extranjero. Para los registros históricos de BDFA participó en 180 partidos y convirtió 49 goles.

## Estadísticas

### Clubes
| Equipo                | País        | Año         |
| --------------------- | ----------- | ----------- |
| C.S. Italiano         | Argentina   | 1994 - 1995 |
| Leandro N. Alem       | Argentina   | 1996        |
| Colegiales            | Argentina   | 1997        |
| All Boys              | Argentina   | 1997 - 1998 |
| Colegiales            | Argentina   | 1998 - 1999 |
| Nueva Chicago         | Argentina   | 1999 - 2000 |
| Técnico Universitario | Ecuador     | 2001 - 2002 |
| Saquisilí             | Ecuador     | 2003        |
| Municipal Limeño      | El Salvador | 2004        |
| Municipal Liberia     | Costa Rica  | 2004        |
| Puntarenas            | Costa Rica  | 2005        |
| Municipal Liberia     | Costa Rica  | 2006 - 2007 |
| Dezzolla Shimane      | Japón       | 2008        |
| Yokohama FC           | Japón       | 2008        |

## Palmarés

### Títulos nacionales
| Título    | Club          | País      | Año       |
| --------- | ------------- | --------- | --------- |
| Primera B | C.S. Italiano | Argentina | 1995-1996 |